# Luigi II del Liechtenstein
Luigi II del Liechtenstein (nato Aloys Joseph Maria Johann Baptista Joachim Philipp Nerius; Vienna, 26 maggio 1796 – Lednice, 12 novembre 1858) è stato principe del Liechtenstein dal 1836 al 1858.
Fu il primo sovrano a recarsi nel Principato nel 1842.

## Biografia

### Infanzia ed educazione
Luigi nacque a Vienna dal Principe Giovanni I Giuseppe e da sua moglie, la Langravia Giuseppa Sofia di Fürstenberg-Weitra. Suo padre era, all'epoca della sua nascita, colonnello nell'esercito asburgico, e successivamente divenne maresciallo di campo prima di diventare principe regnante del Liechtenstein nel 1805. Con l'ascesa di suo padre al trono locale, Luigi divenne nel contempo erede apparente. Durante la sua giovinezza intraprese un grand tour in Europa, toccando tappe significative come l'Italia, la Svizzera, l'Inghilterra e la Scozia.

### Matrimonio
Nel 1831 Luigi sposò la contessa Franziska Kinsky von Wchinitz und Tettau (1813-1881).

### Principe del Liechtenstein

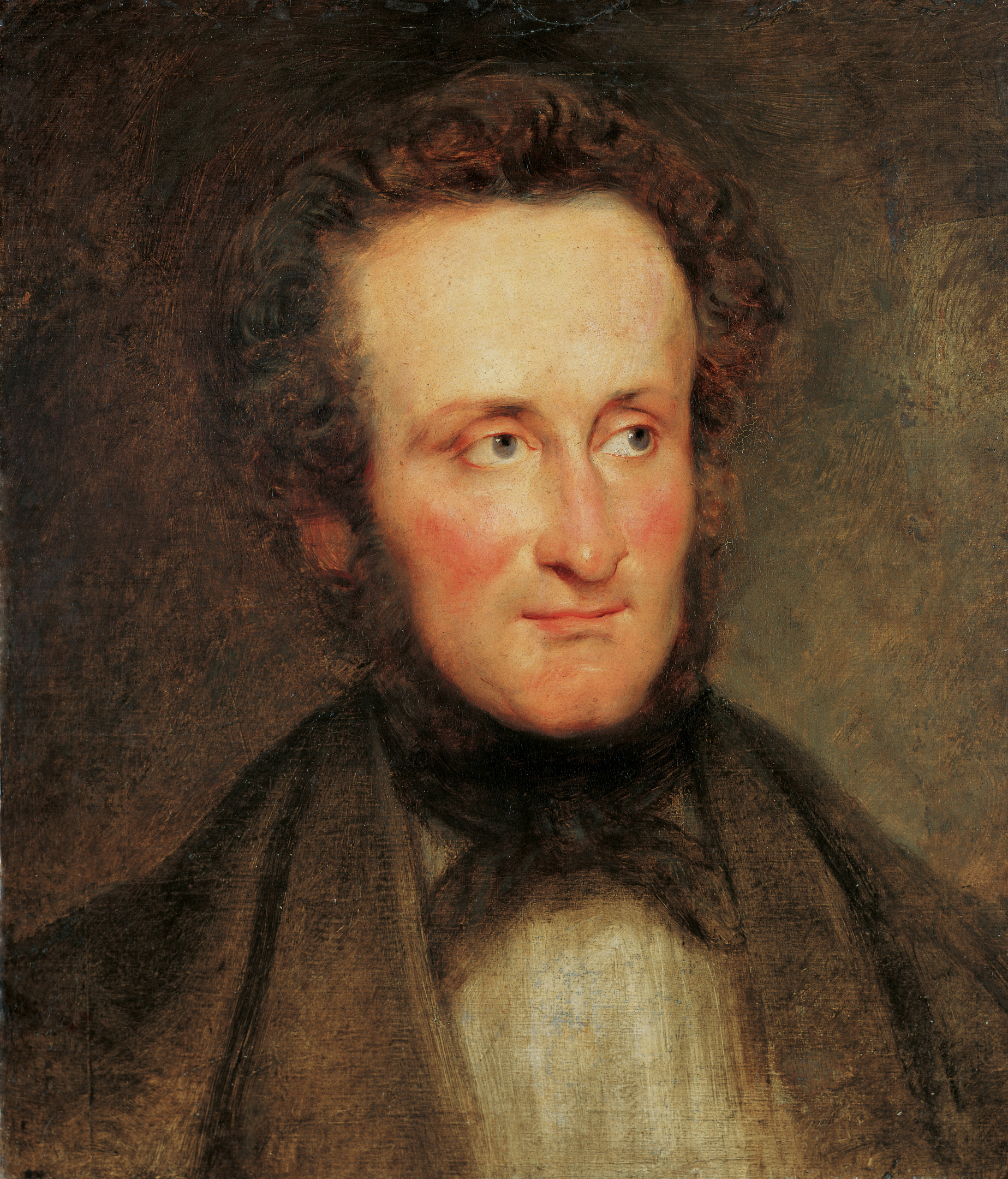
Luigi II, principe del Liechtenstein, ritratto da Friedrich Schilcher nel 1858

Luigi contribuì attivamente allo sviluppo economico del Principato del Liechtenstein e alla politica dello stato nelle vicende europee ed austriache.
Influenzato dal suo personale approfondimento del sistema politico inglese, una volta asceso al trono dopo la morte di suo padre, Luigi II tese a favorire l'aristocrazia liberale del principato. Amante delle arti e dell'architettura, fece restaurare il Palazzo Liechtenstein a Vienna ed il castello di Eisgrub, estendendo la già ricca collezione d'arte dei principi del Liechtenstein, oltre a rimodellare la cappella della sua famiglia nel Duomo di Vienna. Il 1º agosto 1842 fece visita una prima volta a Vaduz dove tornò nel 1847. In collaborazione con il Canton San Gallo regolamentò l'uso delle acque del Reno. Nel 1848 progettò di adottare una prima costituzione liberale per il proprio stato, ma questo progetto rimase inattuato sin dopo la sua morte. Nel 1852 firmò un proficuo trattato doganale con l'Austria.

### Morte

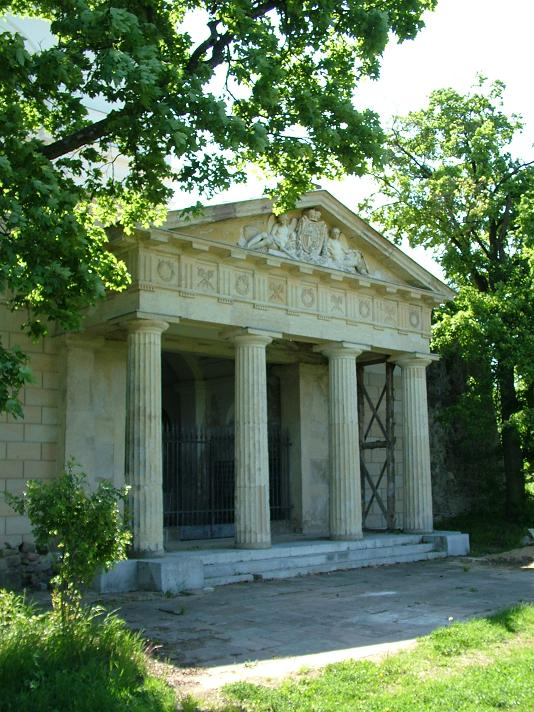
La tomba del principe Luigi

Morì nel 1858 e, assieme alla moglie, venne sepolto nella cripta dei Principi a Wranau.

## Discendenza
Il principe Luigi e Franziska Kinsky von Wchinitz und Tettau ebbero:
- Principessa Maria Francesca di Paola Teresa Giuseppa (Vienna, 20 settembre 1834 – Vienna, 1º dicembre 1909), sposò a Vienna il 29 ottobre 1860 il Conte Ferdinand von Trauttmansdorff-Weinsberg (Vienna, 27 giugno 1825 – Schloss Friedau, 12 dicembre 1896), ed ebbe figli
- Principessa Carolina Maria Giuseppa Walpurgis Nestoria (Vienna, 27 febbraio 1836 – Vienna, 28 marzo 1885), sposò a Vienna il 3 giugno 1855 Alessandro, Principe di Schönburg-Hartenstein (Vienna, 5 marzo 1826 – Vienna, 1º ottobre 1896), ed ebbe figli
- Principessa Sofia Maria Gabriella Pia (Vienna, 11 luglio 1837 – Schloss Fischhorn, 25 settembre 1899), sposò a Vienna il 4 maggio 1863 come seconda moglie Carlo, VI Principe di Löwenstein-Wertheim-Rosenberg (Haid, 21 maggio 1834 – Colonia, 8 novembre 1921), 1067° Cavaliere dell'Ordine del Toson d'oro in Austria, ed ebbe figli
- Principessa Aloisia Maria Gabriella Ippolita (Eisgrub, 13 agosto 1838 – Vienna, 17 aprile 1920), sposò a Vienna il 22 maggio 1864 Enrico, Conte di Fünfkirchen (Schloss Fünfkirchen, 25 gennaio 1830 – Vienna, 2 gennaio 1885), senza figli
- Principessa Ida Maria Lamberta Teresa Francesca di Paola (Eisgrub, 17 settembre 1839 – Libejic, 4 agosto 1921), sposò a Vienna il 4 giugno 1857 Adolfo Giuseppe, VIII Principe di Schwarzenberg (Vienna, 18 marzo 1832 – Libejic, 5 ottobre 1914), 1092° Cavaliere dell'Ordine del Toson d'oro in Austria, ed ebbe figli
- Giovanni II, Principe del Liechtenstein (1840–1929)
- Principessa Francesca Saveria Maria Davida (Vienna, 30 dicembre 1841 – Vienna, 13 maggio 1858)
- Principessa Enrichetta Maria Norberta (Schloss Liechtenstein bei Mödling, 6 giugno 1843 – Castello di Frauenthal, 24 dicembre 1931), sposò a Vienna il 26 aprile 1865 suo cugino di primo grado il Principe Alfredo del Liechtenstein (1842–1907), ed ebbe figli, che alla fine ereditarono il Principato per linea maschile
- Principessa Anna Maria Francesca di Paola Leandra (Vienna, 26 febbraio 1846 – Praga, 22 aprile 1924), sposò a Vienna il 22 maggio 1864 Giorgio Cristiano, Principe di Lobkowicz (Vienna, 14 marzo 1835 – Praga, 22 dicembre 1908), 1145° Cavaliere dell'Ordine del Toson d'oro in Austria, ed ebbe figli
- Principessa Teresa Maria Giuseppa Marta (Castello di Liechtenstein, 28 luglio 1850 – Monaco di Baviera, 13 marzo 1938), sposò a Vienna il 12 aprile 1882 il Principe Arnulf di Baviera (Monaco di Baviera, 6 luglio 1852 – Venezia, 12 novembre 1907), 1035° Cavaliere dell'Ordine del Toson d'oro in Austria, ed ebbe figli
- Francesco I, Principe del Liechtenstein (1853–1938)

## Ascendenza
|                                        |                                                  |                                                   | Genitori                                                           |  |  | Nonni |  |  | Bisnonni                   |  |  | Trisnonni                        |  |
|                                        |                                                  |                                                   |                                                                    |  |  |       |  |  | Emanuele del Liechtenstein |  |  | Filippo Erasmo del Liechtenstein |  |
|                                        |                                                  |                                                   |                                                                    |  |  |       |  |  | Emanuele del Liechtenstein |  |  | Filippo Erasmo del Liechtenstein |  |
|                                        |                                                  | Cristina Teresa di Löwenstein-Wertheim-Rochefort  |                                                                    |  |  |       |  |  | Emanuele del Liechtenstein |  |  |                                  |  |
| Francesco Giuseppe I del Liechtenstein |                                                  |                                                   |                                                                    |  |  |       |  |  | Emanuele del Liechtenstein |  |  |                                  |  |
|                                        |                                                  | Maria Anna Antonia di Dietrichstein-Weichselstädt | Carlo Magnus di Dietrichstein-Weichselstädt                        |  |  |       |  |  |                            |  |  |                                  |  |
|                                        |                                                  | Maria Anna Antonia di Dietrichstein-Weichselstädt | Carlo Magnus di Dietrichstein-Weichselstädt                        |  |  |       |  |  |                            |  |  |                                  |  |
|                                        |                                                  | Maria Anna Antonia di Dietrichstein-Weichselstädt | Maria Theresia von Trauttmansdorff-Weinsberg                       |  |  |       |  |  |                            |  |  |                                  |  |
| Giovanni I Giuseppe del Liechtenstein  |                                                  | Maria Anna Antonia di Dietrichstein-Weichselstädt |                                                                    |  |  |       |  |  |                            |  |  |                                  |  |
|                                        |                                                  | Francesco Filippo di Sternberg                    | Francesco Damiano di Sternberg                                     |  |  |       |  |  |                            |  |  |                                  |  |
|                                        |                                                  | Francesco Filippo di Sternberg                    | Francesco Damiano di Sternberg                                     |  |  |       |  |  |                            |  |  |                                  |  |
|                                        |                                                  | Francesco Filippo di Sternberg                    | Marie Josefa von Trauttmansdorff-Weinsberg                         |  |  |       |  |  |                            |  |  |                                  |  |
| Leopoldina di Sternberg                |                                                  | Francesco Filippo di Sternberg                    |                                                                    |  |  |       |  |  |                            |  |  |                                  |  |
|                                        |                                                  | Maria Leopoldina di Starhemberg                   | Konrad Sigismund Anton von Starhemberg                             |  |  |       |  |  |                            |  |  |                                  |  |
|                                        |                                                  | Maria Leopoldina di Starhemberg                   | Konrad Sigismund Anton von Starhemberg                             |  |  |       |  |  |                            |  |  |                                  |  |
|                                        |                                                  | Maria Leopoldina di Starhemberg                   | Maria Leopoldine Elisabeth Renate zu Löwenstein-Wertheim-Rochefort |  |  |       |  |  |                            |  |  |                                  |  |
| Luigi II del Liechtenstein             |                                                  | Maria Leopoldina di Starhemberg                   |                                                                    |  |  |       |  |  |                            |  |  |                                  |  |
|                                        | Ludwig Wilhelm August Egon di Fürstenberg-Weitra | Prosper di Fürstenberg-Stühlingen                 |                                                                    |  |  |       |  |  |                            |  |  |                                  |  |
|                                        | Ludwig Wilhelm August Egon di Fürstenberg-Weitra | Prosper di Fürstenberg-Stühlingen                 |                                                                    |  |  |       |  |  |                            |  |  |                                  |  |
|                                        | Ludwig Wilhelm August Egon di Fürstenberg-Weitra | Anna Sophia Eusebia von Königsegg-Rothenfels      |                                                                    |  |  |       |  |  |                            |  |  |                                  |  |
| Joachim Egon di Fürstenberg-Weitra     | Ludwig Wilhelm August Egon di Fürstenberg-Weitra |                                                   |                                                                    |  |  |       |  |  |                            |  |  |                                  |  |
|                                        |                                                  | Maria Anna Fugger von Kirchberg-Weissenhorn       | Maximilian Joseph Fugger von Kirchberg-Weissenhorn                 |  |  |       |  |  |                            |  |  |                                  |  |
|                                        |                                                  | Maria Anna Fugger von Kirchberg-Weissenhorn       | Maximilian Joseph Fugger von Kirchberg-Weissenhorn                 |  |  |       |  |  |                            |  |  |                                  |  |
|                                        |                                                  | Maria Anna Fugger von Kirchberg-Weissenhorn       | Maria Judith Isabella Euphrosyna Euphemia von Toerring             |  |  |       |  |  |                            |  |  |                                  |  |
| Giuseppa di Fürstenberg-Weitra         |                                                  | Maria Anna Fugger von Kirchberg-Weissenhorn       |                                                                    |  |  |       |  |  |                            |  |  |                                  |  |
|                                        |                                                  | Filippo Carlo di Oettingen-Wallerstein            | Giuseppe Antonio Carlo di Oettingen-Wallerstein                    |  |  |       |  |  |                            |  |  |                                  |  |
|                                        |                                                  | Filippo Carlo di Oettingen-Wallerstein            | Giuseppe Antonio Carlo di Oettingen-Wallerstein                    |  |  |       |  |  |                            |  |  |                                  |  |
|                                        |                                                  | Filippo Carlo di Oettingen-Wallerstein            | Maria Agnes Magdalene Fugger von Kirchberg-Weissenhorn             |  |  |       |  |  |                            |  |  |                                  |  |
| Sophia Maria di Oettingen-Wallerstein  |                                                  | Filippo Carlo di Oettingen-Wallerstein            |                                                                    |  |  |       |  |  |                            |  |  |                                  |  |
|                                        |                                                  | Carlotta Giuliana di Oettingen-Baldern            | Kraft Anton Wilhelm di Oettingen-Baldern                           |  |  |       |  |  |                            |  |  |                                  |  |
|                                        |                                                  | Carlotta Giuliana di Oettingen-Baldern            | Kraft Anton Wilhelm di Oettingen-Baldern                           |  |  |       |  |  |                            |  |  |                                  |  |
|                                        |                                                  | Carlotta Giuliana di Oettingen-Baldern            | Johanna Eleanore Maria von Schönborn                               |  |  |       |  |  |                            |  |  |                                  |  |
|                                        |                                                  | Carlotta Giuliana di Oettingen-Baldern            |                                                                    |  |  |       |  |  |                            |  |  |                                  |  |